# Международная ассоциация спортивной прессы
Международная ассоциация спортивной прессы (L'Association internationale de la presse sportive, AIPS) — международная профессиональная организация журналистов, созданная в 1924 году.

## Члены ассоциации
Членами ассоциации являются национальные объединения спортивных журналистов 130 государств мира, в том числе и России. АИПС выступает как посредник между международной прессой, спортсменами и спонсорами, организовывает собрания и семинары для начинающих журналистов.

## История создания
2 июля 1924 года в Париже на международном конгрессе представителей спортивной прессы было принято решение создать международную профессиональную организацию — Международную ассоциацию спортивной прессы, которая сегодня объединяет почти полторы сотни национальных союзов (The International Sports Press Association, AIPS Архивная копия от 20 февраля 2017 на Wayback Machine).

## День спортивного журналиста
Ежегодно с 1995 года по инициативе Международной ассоциации спортивной прессы (АИПС) отмечается Международный день спортивного журналиста.

## Россия
В России существует национальное объединение представителей спортивных СМИ — Федерация спортивных журналистов России. Она объединяет более 80 субъектов. Основные цели — развитие спортивной журналистики, пропаганда физической культуры, спорта и здорового образа жизни, а также помощь ветеранам спортивной журналистики.
В работе АИПС российская (советская) спортивная журналистика участвует, начиная с 21 Конгресса, когда в бельгийский город Кнокке приехала советская делегация в составе Петра Соболева и Александра Нолле.